# Hypolysia connollyana
Hypolysia connollyana es una especie de molusco gasterópodo de la familia Subulinidae en el orden de los Stylommatophora.

## Distribución geográfica
Es endémica de Tanzania.